# Longitudinalan val
Longitudinalan val je val gdje čestice titraju u smjeru širenja vala. Najvažniji primjer longitudinalnih valova su valovi zvuka u zraku. U čvrstim tijelima mogu se rasprostirati i transverzalni i longitudinalni valovi, a u tekućinama i plinovima samo longitudinalni valovi. Kad zatitra čvrsto tijelo, na primjer glazbena viljuška, ti se titraji šire kroz zrak. Pri tom zrak ne struji već se od izvora vala šire titraji na sve strane u obliku zgušnjenja i razrjeđenja.

## Val
Val je širenje poremećaja kojim se prenosi energija kroz neko sredstvo (medij), a da se sredstvo kao cjelina ne pomiče. Kada se valovi nađu na granici između dvaju različitih sredsatva, dolazi do njihova ogiba, refrakcije (loma) ili refleksije (odbijanja) i u posebnim uvjetima do stojnih valova. Mehanički valovi se mogu širiti samo kroz neku tvar (medij), dok se elektromagnetski valovi mogu širiti i vakuumom.
Valovi također mogu biti:
- longitudinalni – čestice titraju u smjeru širenja vala. Najvažniji primjer longitudinalnih valova su valovi zvuka u zraku. U tekućinama i plinovima samo se rasprostiru longitudinalni valovi;
- transverzalni – čestice titraju poprečno na smjer širenja. U čvrstim tijelima mogu se rasprostirati i transverzalni i longitudinalni valovi;
- progresivni – val se širi u određenom smjeru i pritom se energija prenosi s čestice na česticu;
- stojni – neke čestice titraju, a neke stalno miruju; energija se ne prenosi prostorom.

Periodički se valovi mogu opisati karakterističnim veličinama: frekvencijom, amplitudom, periodom i valnom duljinom. Udubine koje nastaju kada bacimo sredstvo u vodu zovemo valnim dolovima, a izbočine valnim brijegovima. Od mjesta gdje je kamen pao izmjenično se rasprostiru kružni brjegovi i kružni dolovi. Val je ustvari širenje titraja u elastičnom sredstvu. Kad kamen padne u vodu, prouzrokuje titranje na onom mjestu gdje je u vodu udario. Čestice vode na tom mjestu zatitraju, i to se titranje dalje širi u obliku valova jer su čestice vode međusobno elastično povezane. Kod vala se ne prostire materija već energija titranja koja putuje od čestice do čestice. Prividno nam se čini da voda teče, ali ako promotrimo kakav list koji pliva na vodi vidjet ćemo da se taj ne pomiče s valom već se njiše gore i dolje na istom mjestu površine vode. Ono što kod vala putuje samo je slika titraja u izvjesnom trenutku. Tvar u kojoj se val rasprostire zove se sredstvo vala, a čestica koja je počela titrati i iz koje se val širi zove se izvor vala. Valovi koji se šire na površini nekog sredstva zovu se površinski valovi, a valovi koji se šire u nekom prostoru zovu se prostorni valovi.

## Zvuk
Zvuk je mehanički val frekvencija od 16 Hz do 20 kHz, to jest u rasponu u kojem ga čuje ljudsko uho. Zvuk frekvencije niže od 16 Hz naziva se infrazvukom, zvuk frekvencije više od 20 kHz ultrazvukom, a ako je frekvencija viša od 1 GHz, hiperzvukom. Zvuk nastaje više ili manje periodičnim titranjem izvora zvuka koji u neposrednoj okolici mijenja tlak sredstva (medija), poremećaj tlaka prenosi se na susjedne čestice medija i tako se širi u obliku uglavnom longitudinalnih valova u plinovima i kapljevinama i longitudinalnih i transverzalnih valova u krutinama. Brzina zvuka uglavnom ovisi o gustoći i elastičnim silama u krutinama i kapljevinama a u plinovima o gustoći, temperaturi i tlaku. Osim u uobičajenim mjernim jedinicama brzine (m/s, km/h), mjeri se i nenormiranom jedinicom mah (machov broj). Kada zrakoplov dosegne brzinu zvuka (oko 343 m/s), tlak se neposredno pred zrakoplovom poremeti, otpor znatno poraste, pa nastaju udarni valovi, koje promatrači na tlu doživljavaju kao prasak (takozvano probijanje zvučnoga zida).
Zvuk se širi bez prijenosa mase, ali se zvukom prenose Impuls sile i energija. U svezi s tim, definiraju se jakost, razina jakosti, glasnoća i razina glasnoće zvuka (akustika). Kao i u ostalim vrstama valova, i u širenju zvuka očituju se pojave svojstvene svakom valnom gibanju, kao što su apsorpcija, Dopplerov učinak, interferencija valova, lom (refrakcija), odbijanje (refleksija), ogib (difrakcija).
U glazbi, zvuk se razlikuje od tona u užem smislu riječi i od šuma po odnosima parcijalnih tonova ili parcijala. Parcijali tona maksimalno su harmonični, dok su parcijali zvuka tek djelomično harmonični (više je neharmoničnih gornjih parcijalnih tonova nego kod zvuka), a kod šuma su odnosi parcijala posve neharmonični. Osnovna obilježja zvuka (visina, jakost, trajanje i boja) istoznačna su s osnovnim obilježjima tona, samo ih je teže precizno odrediti nego za ton. Pojam zvuk koristi se u glazbi, ponajprije u svakodnevnoj uporabi, i kao sinonim za pojedinačna i skupna obilježja zvuka (na primjer zvukovnu boju) ili osjetilni dojam zvučanja nekih glazbala ili ansambala (na primjer zvuk orgulja, zvuk zbora).
Zvuk se širi zbog elastične veze među molekulama sredstva. U plinovima i tekućinama valovi zvuka su isključivo longitudinalni (to jest šire se u istom pravcu u kojem se gibaju čestice medija pri titranju), dok u čvrstim tijelima valovi mogu biti također transverzalni, to jest čestice medija mogu titrati i okomito na pravac širenja vala. Zvuk se ne može širiti kroz vakuum. Izvor zvuka je uvijek mehaničko titranje nekog tijela. Kad udarimo o neki predmet, na primjer trgnemo napetu žicu, čujemo zvuk, a taj osjet zvuka prestaje čim spriječimo da tijelo titra. Energija zvuka širi se nekim sredstvom (medijem) u obliku mehaničkog vala. To sredstvo je obično zrak, a može biti i tekuće ili elastično čvrsto tijelo. Bez sredstva u kojem se šire mehanički valovi ne možemo čuti zvuk. Prema pravilnosti titranja razlikujemo ton, šum i buku. Ton je zvuk koji se sastoji od harmoničkih titraja, dok su šum i buka smjesa titraja različitih frekvencija i amplituda.